# Save Up All Your Tears
«Save Up All Your Tears» («Прибережи всі свої сльози») — пісня, написана Дезмондом Чайлдом і Даян Воррен, спочатку записана валлійською співачкою Бонні Тайлер. Згодом на цю пісню переспівували інші артисти, включаючи Робін Бек, Шер, Фреду Пейн і гурт «Bonfire».

## Версія Бонні Тайлер
Оригінальна версія пісні валлійської співачки Бонні Тайлер була представлена в альбомі «Hide Your Heart», у США, Канаді та Бразилії він вийшов під назвою «Notes From America». Пісня, спродюсована її співавтором Дезмондом Чайлдом, який мав успіх у чартах США завдяки синглам гурту «Bon Jovi», включаючи «Livin' on a Prayer». Сингл, випущений у 1988 році, не мав такого успіху як попередні релізи Тайлер, такі як «Total Eclipse of the Heart» та «Holding Out for a Hero», і потрапив лише в європейські чарти. Також Чайлдом була змікшована версія пісні під назвою «The London Mix».

## Версія Робін Бек
1989 року американська співачка Робін Бек випустила свою версію «Save Up All Your Tears» до альбому «Trouble Or Nothin'». Як і у випадку з оригінальним записом Бонні Тайлер, версія Бек була спродюсована співавтором пісні Дезмондом Чайлдом. Версія Бек включала Пола Стенлі із гурту «Kiss» на бек-вокалі. «Save Up All Your Tears» була випущена на одному синглі з іншим проривним хітом Бек «номер один» у Європі «First Time». Хоча «Save Up All Your Tears» не стала хітом Бек у США, вона стала хітом співачки в Німеччині та Швейцарії, де вона посіла 10 та 5 сходинки чартів відповідно, а також мала успіх у Швеції та Австрії. До синглу був знятий відеокліп (в якому брав участь гітарист гурту «UFO» Лоуренс Арчер), який кілька разів транслювався у США та Великій Британії. У США відеокліп не мав загального успіху, а у Великій Британії лише незначний успіх.

### Чарти
| Чарт (1989)                                            | Позиція |
| ------------------------------------------------------ | ------- |
| Австрійський чарт синглів (Ö3 Austria Top 40)          | 27      |
| Європейський чарт синглів (European Hot 100 Singles)   | 35      |
| Шведський чарт синглів (Sverigetopplistan)             | 17      |
| Швейцарський чарт синглів (Schweizer Hitparade)        | 5       |
| Британський чарт синглів (UK Singles, OCC)             | 84      |
| Західнонімецький чарт синглів (Official German Charts) | 10      |

## Версія Шер
У 1991 році американська співачка Шер також випустила кавер-версію «Save Up All Your Tears», як другий американський і третій європейський сингл до свого 20-го студійного альбому «Love Hurts». Версія Шер «Save Up All Your Tears» показала кращі результати в США та Великій Британії, пробившись у «топ-40» і посівши 37 сходинку в обох країнах, ніж версія пісні Бек, яка мала успіх лише в Європі.

### Критичний прийом
Джозеф Маккомбс із «AllMusic» виділив пісню і назвав її «приємно мелодійною». Ларрі Флік з «Billboard» прокоментував: «Надихаючий гітарний поп/рокер мав відкривати даний опус медіа-ікони „Love Hurts“. Агресивний вокал Шер — ідеальне поєднання для топ-40 радіо. Звучить як заслужений успіх». Рецензент з «Cashbox» написав: «Шер, що постійно змінюється, прославляє цей сингл про свою впевненість у долі колишнього коханця, який плаче через те, що покинув її. Було б не дивно, якби він просто не впізнав її. У неї тепер руде волосся і свіжонадуті губи, якби не татуювання та її ім'я на синглі, я б її теж не впізнав. Голос, однак, легко впізнаваний, вінтажна Шер сповна».

### Просування та виконання
Шер виконувала цю пісню наживо на «телешоу Дами Едни» і «Late Night Show» Девіда Леттермана. Під час спеціального концерту на ABC «Coca-Cola», Шер, у рамках рекламної кампанії свого альбому, виконала пісню під фонограму. Концерт був записаний у студії, Шер виконала чотири пісні зі свого останнього альбому, співачку супроводжувала команда підспівки та її гурт музикантів.

### Відеокліп
Відеокліп Шер до «Save Up All Your Tears» є досить пікантним, але у меншій мірі, ніж його попередник «If I Could Turn Back Time». У відео Шер носить три різні перуки, а також три різні вбрання. Спочатку вона носить світло-рожеву нічну сорочку і велику руду кучеряву перуку, а потім ще одне відверте чорне вбрання з нижньої білизні з темно-коричневою кучерявою перукою. Третє вбрання Шер у відеокліпі, до сьогодні є одним із її найекстравагантніших: чорний шкіряний топ із ланцюжком у стилі домінатрикс, ажурні панчохи та шкіряні сітки на рукавах, а також «фірмове» довге пряме чорне волосся Шер. Двічі під час відео вона оберталася спиною, демонструючи свої сідниці у стрингах, через які на них проглядалося досить великі татуювання. Фотографію Шер у цьому вбранні, зроблену Хербом Ріттсом, було використано для плакату туру Шер «Love Hurts». Під гаслом «Шер повернулася!», з цим плакатом, який зокрема демонструє її сідниці, Шер відіграла кілька концертів у Європі під час туру «Love Hurts». Згодом вона також виконувала цю пісню під час репетиції «Farewell Tour». Цей виступ доступний лише як бонусний матеріал на DVD з цим туром.

### Трек-лист
- Американський та європейський сингл на 7-дюймових платівках і касетах

1. «Save Up All Your Tears» — 4:00
2. «A World Without Heroes» — 3:09

- Європейський сингл на 12-дюймових платівках і CD

1. «Save Up All Your Tears» — 4:00
2. «A World Without Heroes» — 3:09
3. «Love and Understanding» (12" Dance Mix) — 5:25

### Чарти
| Чарт (1991–92)                                         | Позиція |
| ------------------------------------------------------ | ------- |
| Австралійський чарт синглів (ARIA)                     | 114     |
| Австрія (Ö3 Austria Top 75)                            | 18      |
| Canada Top Singles (RPM)                               | 32      |
| Canada Adult Contemporary (RPM)                        | 16      |
| Європейський чарт синглів (European Hot 100 Singles)   | 76      |
| Західнонімецький чарт синглів (Official German Charts) | 56      |
| Ірландія (IRMA)                                        | 30      |
| Польський чарт синглів (LP3)                           | 26      |
| Велика Британія (UK Singles Chart)                     | 37      |
| США (Billboard Hot 100)                                | 37      |
| США (Adult Contemporary) (Billboard)                   | 16      |
| Чарт синглів США (Cash Box Top 100)                    | 27      |